# ثورن‌تون (کالیفرنیا)
ثورن‌تون (به انگلیسی: Thornton) یک منطقهٔ مسکونی در ایالات متحده آمریکا است که در شهرستان سن ژواکین، کالیفرنیا واقع شده‌است. ثورن‌تون ۵٫۵۸۰ کیلومتر مربع مساحت و ۱٬۱۳۱ نفر جمعیت دارد و ۳٫۹۶ متر بالاتر از سطح دریا واقع شده‌است.